# U-240
U-240 — средняя немецкая подводная лодка типа VIIC времён Второй мировой войны.

## История
Заказ на постройку субмарины был отдан 20 января 1941 года. Лодка была заложена 14 мая 1942 года на верфи «Германиаверфт» в Киле под строительным номером 670, спущена на воду 18 февраля 1943 года. Лодка вошла в строй 3 апреля 1943 года под командованием оберлейтенанта Гюнтера Линка.

### Флотилии
- 3 апреля 1943 года — 31 января 1944 года — 5-я флотилия (учебная)
- 1 февраля 1944 года — 17 мая 1944 года — 9-я флотилия

### История службы
Лодка совершила один боевой поход. Успехов не достигла. Пропала без вести в Северном море к западу от Норвегии после 17 мая 1944 года. 50 погибших (весь экипаж).
До февраля 1998 года историки считали, что U-240 была потоплена 16 мая 1944 года к северо-востоку от Фарерских островов, в районе с координатами 63°05′ с. ш. 03°10′ в. д. глубинными бомбами с норвежского самолёта типа «Сандерленд». На самом деле это была атака против U-668, избежавшей повреждений.